# Duna World Rádió
A Duna World Rádió a Duna Médiaszolgáltató műholdas rádiója volt, ami 2012. február 27-én indult. Műsora szinte a világ minden táján kizárólag műholdakról, illetve az internetről volt elérhető. A tengeren túli sugárzásban felváltotta a Kossuth Rádiót. A rádió naponta nyolc órányi szerkesztett adásban tájékoztatta a világ magyarságát Magyarország, a Kárpát-medence és Európa magyarságának életéről. A 8 órás műsor 24 órán belül háromszor került ismétlésre. Az adás Ausztráliában reggel 6 órakor, az USA nyugati partvidékén 11 órakor, a keleti parton délután kettőkor, míg Európában pedig este 21 órakor kezdődőtt. A rádió 2024. június 13-án szűnt meg.

## Műholdak
| Ország                  | Műhold           | Pozíció        | Frekvencia | Polarizáció    |
| ----------------------- | ---------------- | -------------- | ---------- | -------------- |
| Európa                  | Eutelsat 9A      | Keleti 9 fok   | 11766 MHz  | Vertikális     |
| Észak- és Dél-Amerika   | Nyugati 40,5 fok | NSS 806        | 3803 MHz   | (L) balraforgó |
| Észak-Amerika           | Galaxy 19        | Nyugati 97 fok | 11867 MHz  | V (függőleges) |
| Ausztrália és Új-zéland | Keleti 152 fok   | Optus D2       | 12644      | V (függőleges) |